# Klasmodozaur
Klasmodozaur (Clasmodosaurus) – rodzaj dinozaura z grupy zauropodów (Sauropoda), prawdopodobnie tytanozaura.
Żył w epoce późnej kredy (ok. 96 mln lat temu) na terenach Ameryki Południowej. Jego szczątki znaleziono w Argentynie (w prowincji Santa Cruz). Został opisany przez Florentina Ameghino na podstawie pojedynczego zęba. Na jego dojęzykowej stronie występują wielokątne fasetki.